# Ken’iči Uemura
Ken’iči Uemura (* 22. duben 1974) je bývalý japonský fotbalista.

## Reprezentace
Ken’iči Uemura odehrál 4 reprezentační utkání. S japonskou reprezentací se zúčastnil letních olympijských her 1996.

## Statistiky
| Japonsko | Japonsko | Japonsko |
| Roky     | Záp.     | Góly     |
| -------- | -------- | -------- |
| 2001     | 4        | 0        |
| Celkem   | 4        | 0        |